# 日本水上スキー連盟
特定非営利活動法人日本水上スキー・ウエイクボード連盟（にほんすいじょうスキー・ウエイクボードれんめい）は、日本における水上スキー競技の国内競技連盟であり、国際水上スキー&ウェイクボード連盟、日本ワールドゲームズ協会、日本セーリング連盟に加盟している。本部は中央区築地。

## 沿革
- 1955年 - 設立
- 1958年 - 世界水上スキー連盟に加盟
- 2017年 - 日本水上スキー連盟から改称

## 大会
- 桂宮杯全日本水上スキー選手権大会

## 加盟団体
- 全日本学生モーターボート・水上スキー連盟
- 都道府県連盟